# Kornelin (województwo mazowieckie)
Kornelin – wieś w Polsce położona w województwie mazowieckim, w powiecie sochaczewskim, w gminie Nowa Sucha.
Wieś wchodzi w skład sołectwa Kornelin-Leonów.
| SIMC    | Nazwa   | Rodzaj    |
| ------- | ------- | --------- |
| 0733665 | Basinek | część wsi |

W latach 1975–1998 miejscowość administracyjnie należała do województwa skierniewickiego.